# Casa Hamilton

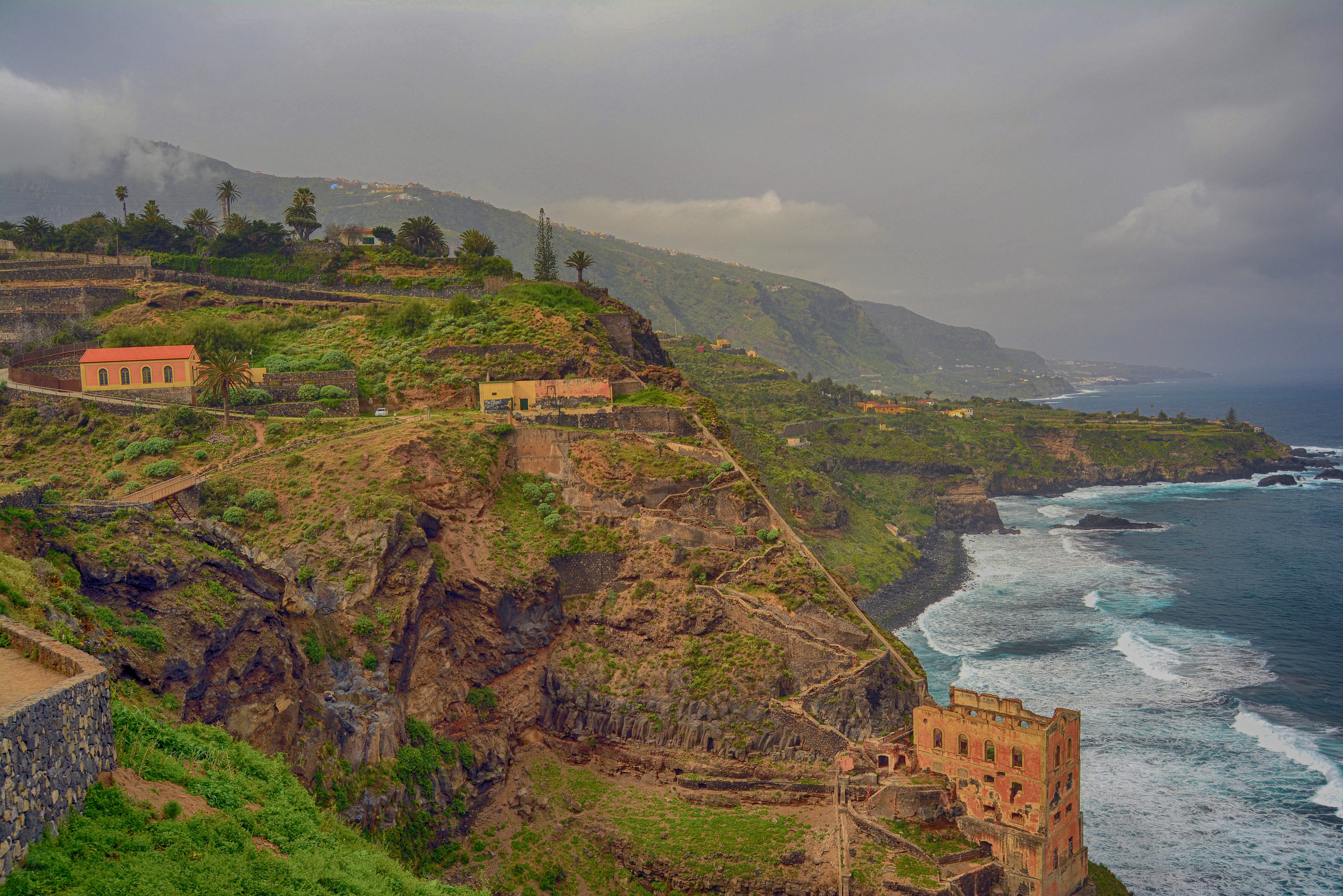
Casa Hamilton in Los Realejos

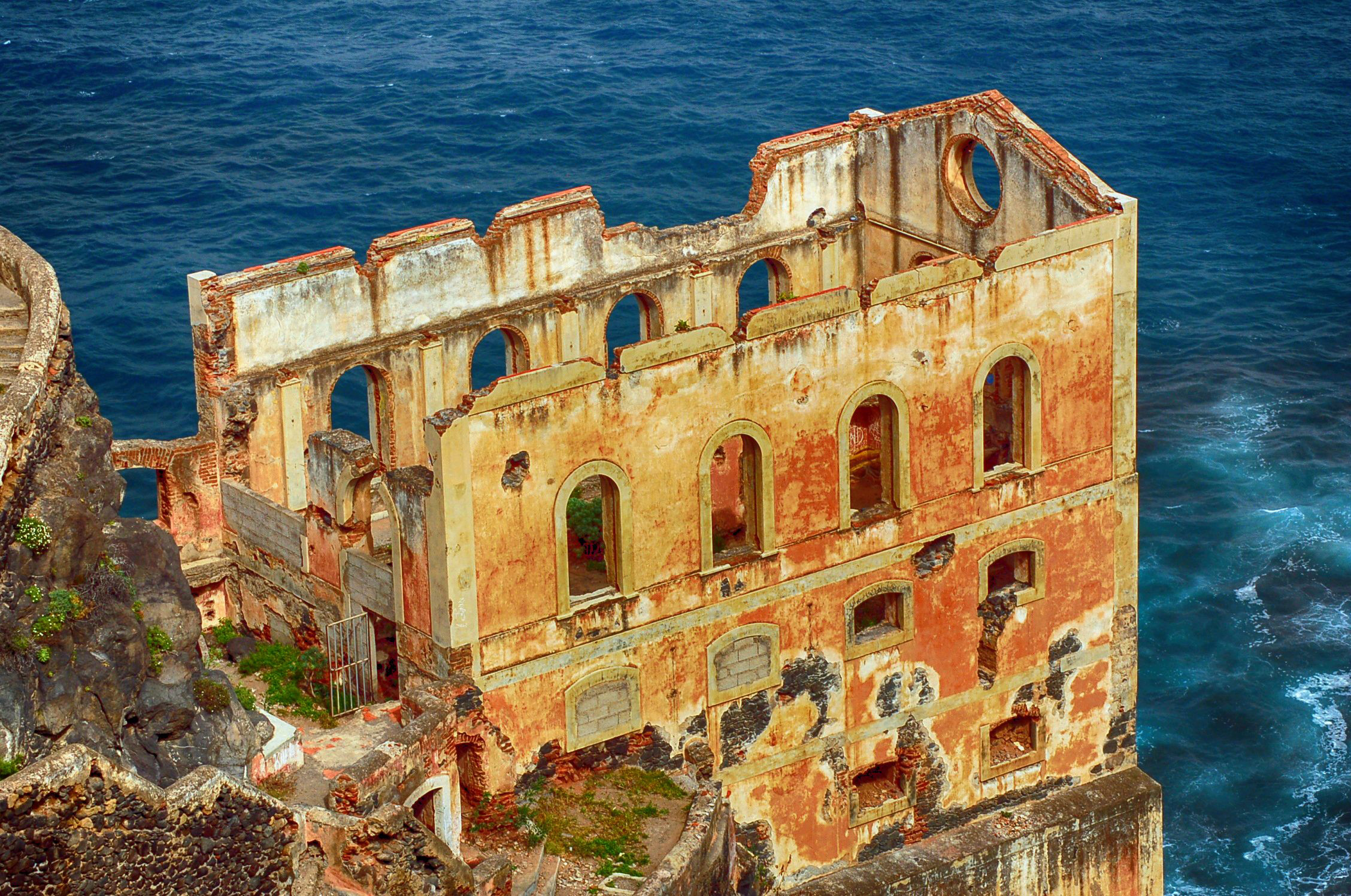
Casa Hamilton

Das Casa Hamilton („El Elevador de Aguas de Gordejuela“) ist eine Industrieruine und wurde im Jahr 1903 als Pumpen- und Wohnhaus auf der Kanareninsel Teneriffa erbaut. Dieses Haus steht unterhalb von Romantica I, einem Ortsteil von Los Realejos im Norden der Insel. Von dort ziehen sich gemauerte Wasserleitungen steil den Hang hinauf. Das Haus wurde von einer Handelsfirma namens Hamilton errichtet, aus diesem Grund wird es auch Casa Hamilton genannt.

## Geschichte
Ursprünglich war im unteren Teil des Gebäudekomplexes eine Wasserpumpenanlage untergebracht. Die beiden oberen Stockwerke wurden als Wohnräume für den Maschinisten und seine Familie genutzt. In diesem Gebäude wurde die erste Dampfmaschine von Teneriffa betrieben. Das Wasser wurde auf die verschiedenen ehemaligen Bananenplantagen im Orotava-Tal gepumpt. Somit konnte das wertvolle Süßwasser aus den Quellen von Gordejuela für die Landwirtschaft genutzt werden. Ebenso soll auch eine kleine Getreidemühle damit betrieben worden sein. 
Das Haus, in dem sich die Dampfmaschine einst befand, steht über der Casa Hamilton und war mit dieser über eine Serpentinentreppe mit etwa 175 Stufen verbunden. Es hatte einen 43 Meter hohen Kamin, der aber heute nicht mehr vorhanden ist. 
Die gesamten Errichtungskosten für die Anlage beliefen sich auf ungefähr 1 Million Peseten und belasteten das Unternehmen stark, zumal sich der Handel mit Früchten damals auch noch sehr verschlechterte. Daraufhin verpachtete die Familie Hamilton im Jahr 1910 die Anlage an Elders & Fyffes, eine englische Schifffahrtsgesellschaft, um zahlungsfähig zu bleiben. Im Jahr 1919 wurde die Anlage dann verkauft.

## Trivia
Der Name Hamilton ist in Teneriffa bekannt. Es war eine britische Familie, die im 19. Jahrhundert auf den Kanaren ein neues Leben begann. Einige Nachfahren leben immer noch auf Teneriffa und sind teilweise mit Einheimischen verheiratet. Traditionell werden die nachkommenden Generationen zur Ausbildung nach England geschickt. 
Die Gemeinde Los Realejos ist bemüht, die Ruine zum Weltkulturerbe erklären zu lassen und sie dadurch der Nachwelt zu erhalten.